# Pnyxia scabiei
Espèce
Pnyxia scabiei, le moucheron de la pomme de terre, est une espèce d'insectes diptères nématocères de la famille des Sciaridae.